# Sonate K. 511
La sonate K. 511 (F.455/L.314) en ré majeur est une œuvre pour clavier du compositeur italien Domenico Scarlatti.

## Présentation
La sonate K. 511, en ré majeur, notée Allegro, forme une paire avec la sonate suivante. Après l'ouverture et ses trois mesures, Scarlatti déroule un mouvement de croches. La seconde partie comprend de nombreuses modulations.

## Manuscrits
Le manuscrit principal est le numéro 28 du volume XII de Venise (1756), copié pour Maria Barbara ; les autres sont Parme XIV 28, Münster I 46 et Vienne C 41.

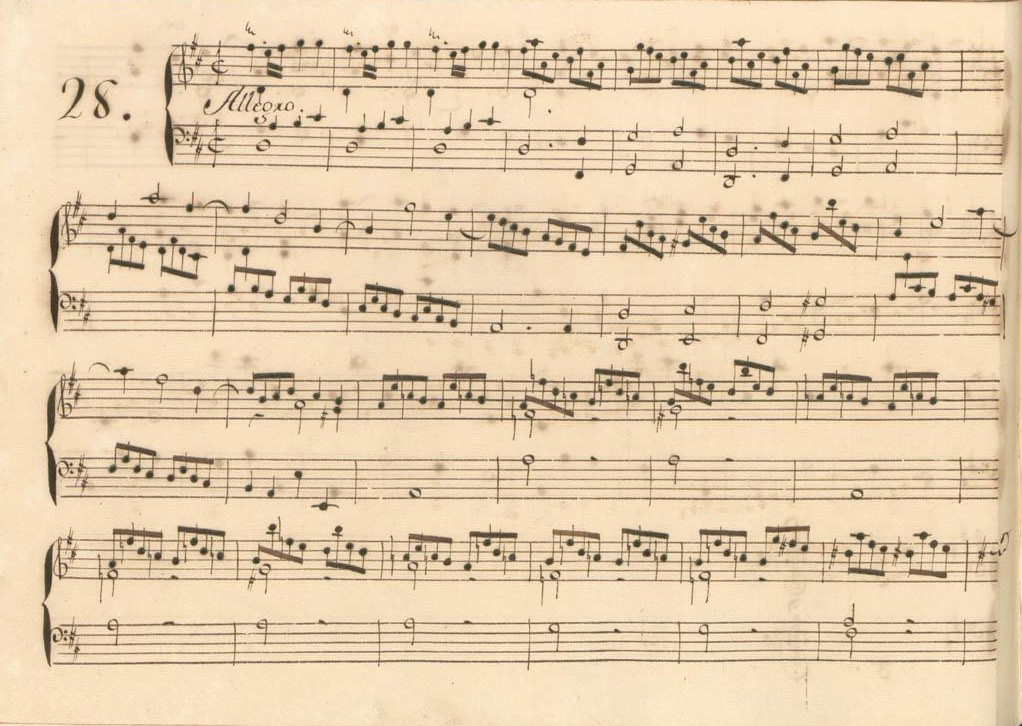
Parme XIV 28.
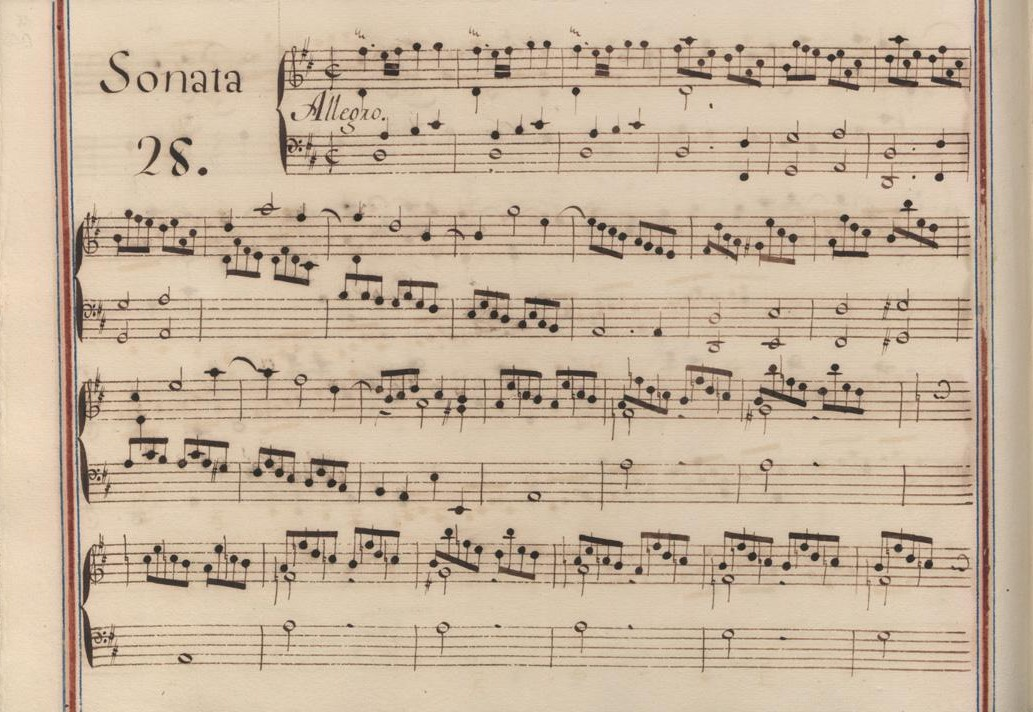
Venise XII 28.
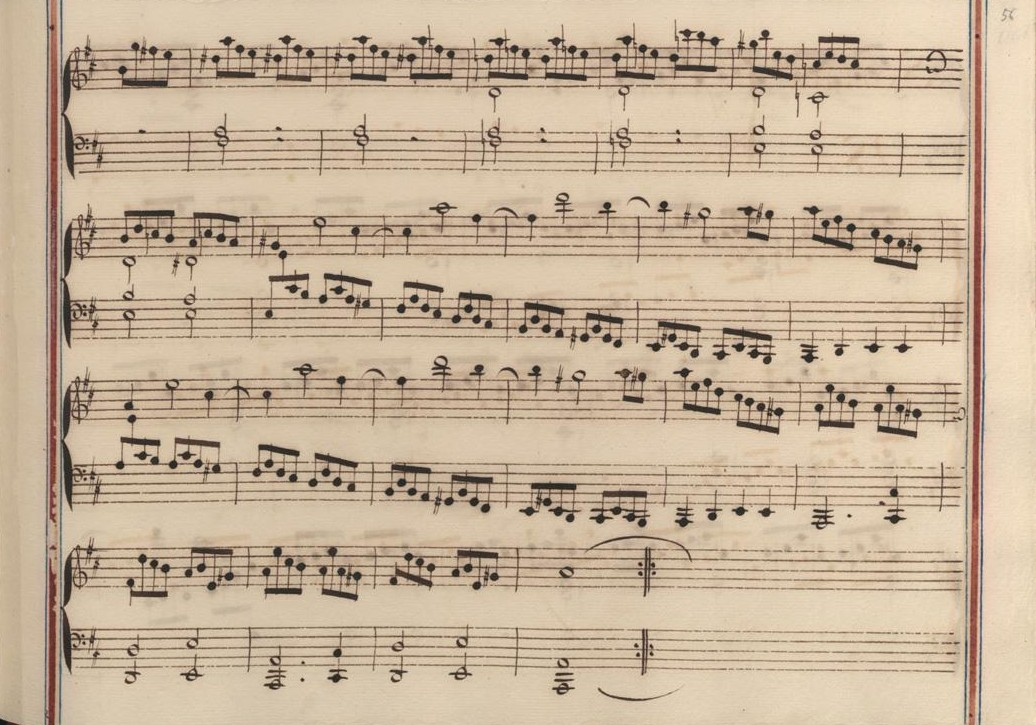
Venise XII 28 (fin de la première partie).

## Interprètes
La sonate K. 511 est défendue au piano notamment par Jeanne Bovet (1993, Gallo), Inger Södergren (1996 Calliope), Duanduan Hao (2015, Naxos, vol. 16), Carlo Grante (2016, Music & Arts, vol. 5) et Daria van den Bercken (2017, Sony) ; au clavecin par Scott Ross (1985, Erato), Alan Curtis (2002, Virgin), Richard Lester (2004, Nimbus, vol. 5), Pierre Hantaï (2005, Mirare, vol. 3) et Pieter-Jan Belder (Brilliant Classics). Godelieve Schrama (1997, Challenge Classics/Brilliant Classics, vol. 11), l'interprète à la harpe.

## Sources
: document utilisé comme source pour la rédaction de cet article.
- (en) Kathleen Dale, « Domenico Scarlatti: His Unique Contribution to Keyboard Literature », Proceedings of the Royal Musical Association, no 74,‎ 1948, p. 33–44 (ISSN 0080-4452, OCLC 865210389, lire en ligne)
- Ralph Kirkpatrick (trad. de l'anglais par Dennis Collins), Domenico Scarlatti, Paris, Lattès, coll. « Musique et Musiciens », 1982 (1re éd. 1953 (en)), 493 p. (ISBN 978-2-7096-0118-4, OCLC 954954205, BNF 34689181).
- Alain de Chambure, « Domenico Scarlatti : Intégrale des sonates — Scott Ross », Erato (2564-62092-2), 1985 (OCLC 891183737) .